# Sporobolus pyramidatus
Sporobolus pyramidatus,  pasto niño,  es una especie botánica de pastos en la familia de las poáceas. Es endémica de los tres subcontinentes americanos, desde Estados Unidos hasta Argentina  y Chile.
Prospera en ambientes samófilo-salinos. Es perenne o menos, de porte intermedio y de rizomas largos y profundos, no tiene valor forrajero, mas es importante como consolidadora de suelos arenosos; su hábito rizomatoso de crecimiento le provee del rol de especie dominante e inhibidora de otras spp.

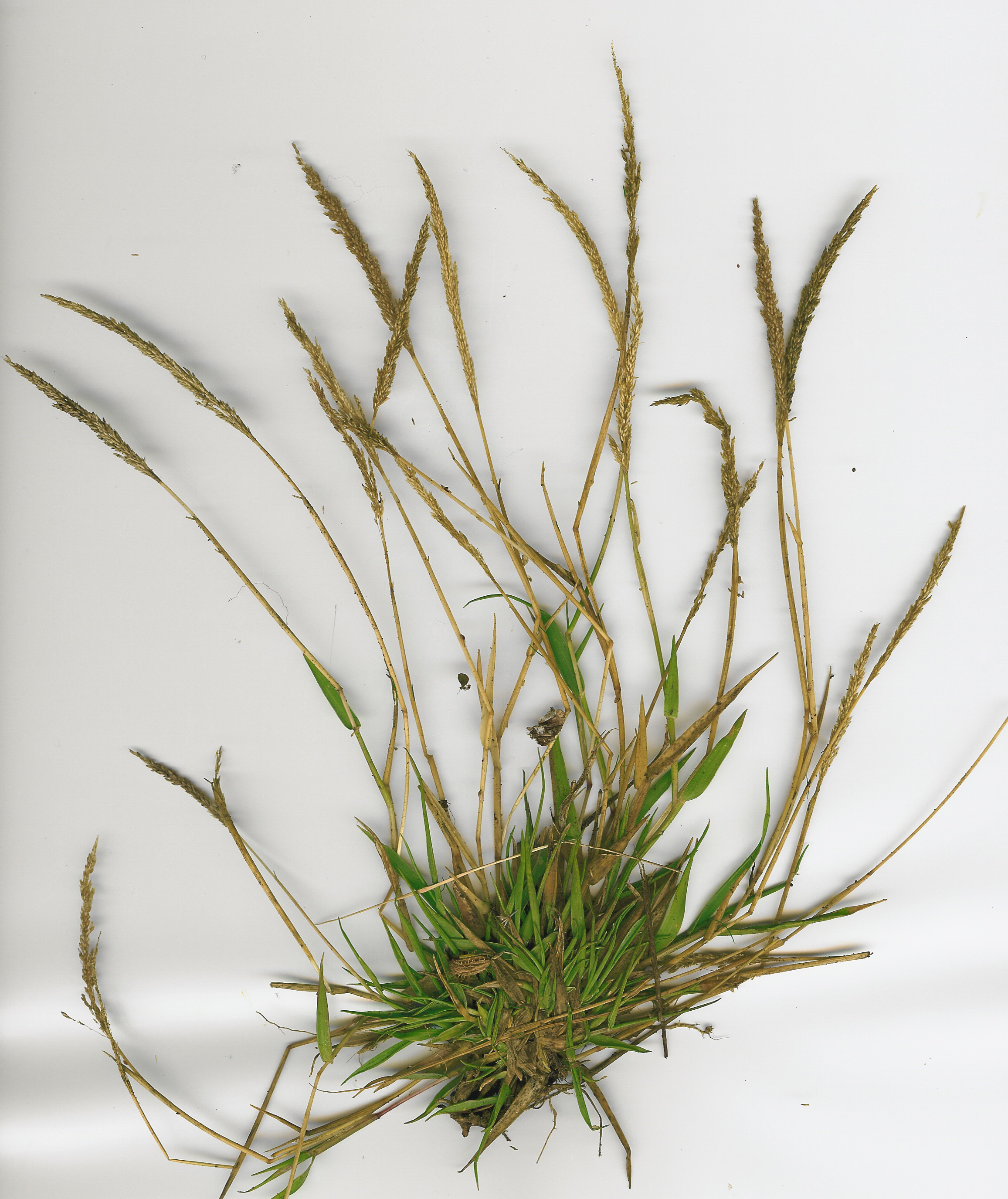
Detalle de la planta

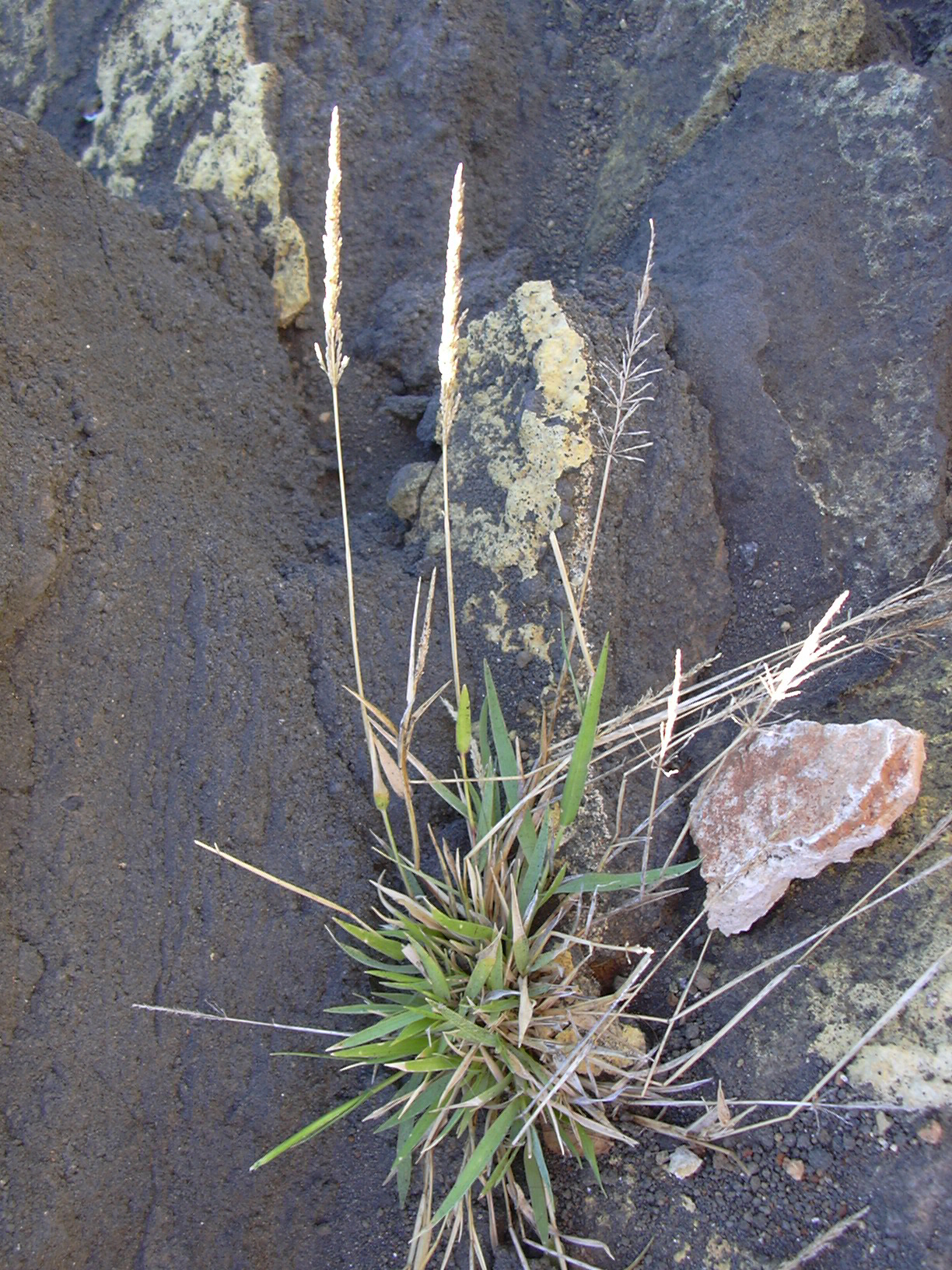
Vista de la planta

## Descripción
Herbácea, que forma pequeños macollos, con tallos erectos o ascendentes de hasta 6 dm de largo. Hojas alternas, mayormente basales, en 2 hileras sobre el tallo, venación paralela; dividida en 2, la inferior vaina (envuelve al tallo con sus márgenes sobrepuestos y que a veces presenta pelillos principalmente hacia el ápice), y superior de la hoja: la lámina que es larga (hasta 2 dm), angosta (hasta 4 mm), largamente puntiaguda, plana o a veces con los márgenes algo enrollados hacia adentro, con los márgenes aserrados y a veces con algunos pelillos hacia la base; entre la vaina y la lámina, por la cara interna, se presenta una densa línea de pelos de hasta 1 mm de largo (lígula).
Inflorescencia panícula amplia (pueden encontrarse contraídas cuando inmaduras o muy maduras), de contorno piramidal o elipsoide, de 9-13 cm de largo, con las ramas ascendentes dispuestas en verticilos regulares.
En Australia es una maleza.

## Taxonomía
Sporobolus pyramidatus fue descrita por (Lam.) Hitchc. y publicado en Manual of the grasses of the West Indies 84. 1936.
Etimología
Sporobolus: nombre genérico que deriva del griego spora (semillas) y ballein (tirar), aludiendo a la semilla cuando se libera y (probablemente) por la manera, a veces por la fuerza, de su lanzamiento.
pyramidatus: epíteto latino que significa "piramidal".
Sinonimia
- Agrostis humifusa (Kunth) Roem. & Schult.
- Agrostis pyramidalis Rich. ex Steud.
- Agrostis pyramidata Lam.
- Sporobolus affinis Kunth
- Sporobolus argutus (Nees) Kunth
- Sporobolus argutus f. purpurascens Hack.
- Sporobolus argutus var. tuberculatus (Hack.) Hack.
- Sporobolus arkansanus Nutt. ex Vasey
- Sporobolus humifusus (Kunth) Kunth
- Sporobolus patens Swallen
- Sporobolus pulvinatus Swallen
- Sporobolus sabeanus Buckley ex Vasey
- Sporobolus tuberculatus Hack.
- Vilfa affinis (Kunth) Steud.
- Vilfa agrostidea Buckley
- Vilfa ambigua Steud.
- Vilfa arguta Nees
- Vilfa arkansana Trin.
- Vilfa elatior Nees
- Vilfa humifusa Kunth
- Vilfa richardii Steud.
- Vilfa sabeana Buckley
- Vilfa subpyramidata Trin.[3][4]

## Fuente
- Heike Vibrans (ed.), feb 2008, Malezas de México
- Correa, M. N. 1969–. Flora patagónica. (F Patag)
- Zuloaga, F. O. et al. 1994. Catálogo de la familia Poaceae en la República Argentina. Monogr. Syst. Bot. Missouri Bot. Gard. 47. (L Grass Argent)